# SuRie
Susanna Marie Cork (Harlow, Essex, Reino Unido, 1989), más conocida como SuRie es una compositora y cantante británica que representó a Reino Unido en el Festival de la Canción de Eurovisión 2018 con la canción «Storm» '.
Anteriormente, participó como corista para Bélgica en el Festival de la Canción de Eurovisión 2015 y en la edición de 2017.
SuRie se graduó en música por la Royal Academy of Music. Asimismo, también imparte clases en la Mountview Academy of Theatre Arts de Londres.